# Trône de diamant
Pour les articles homonymes, voir Trône (homonymie).
Ne doit pas être confondu avec Le Trône de diamant.

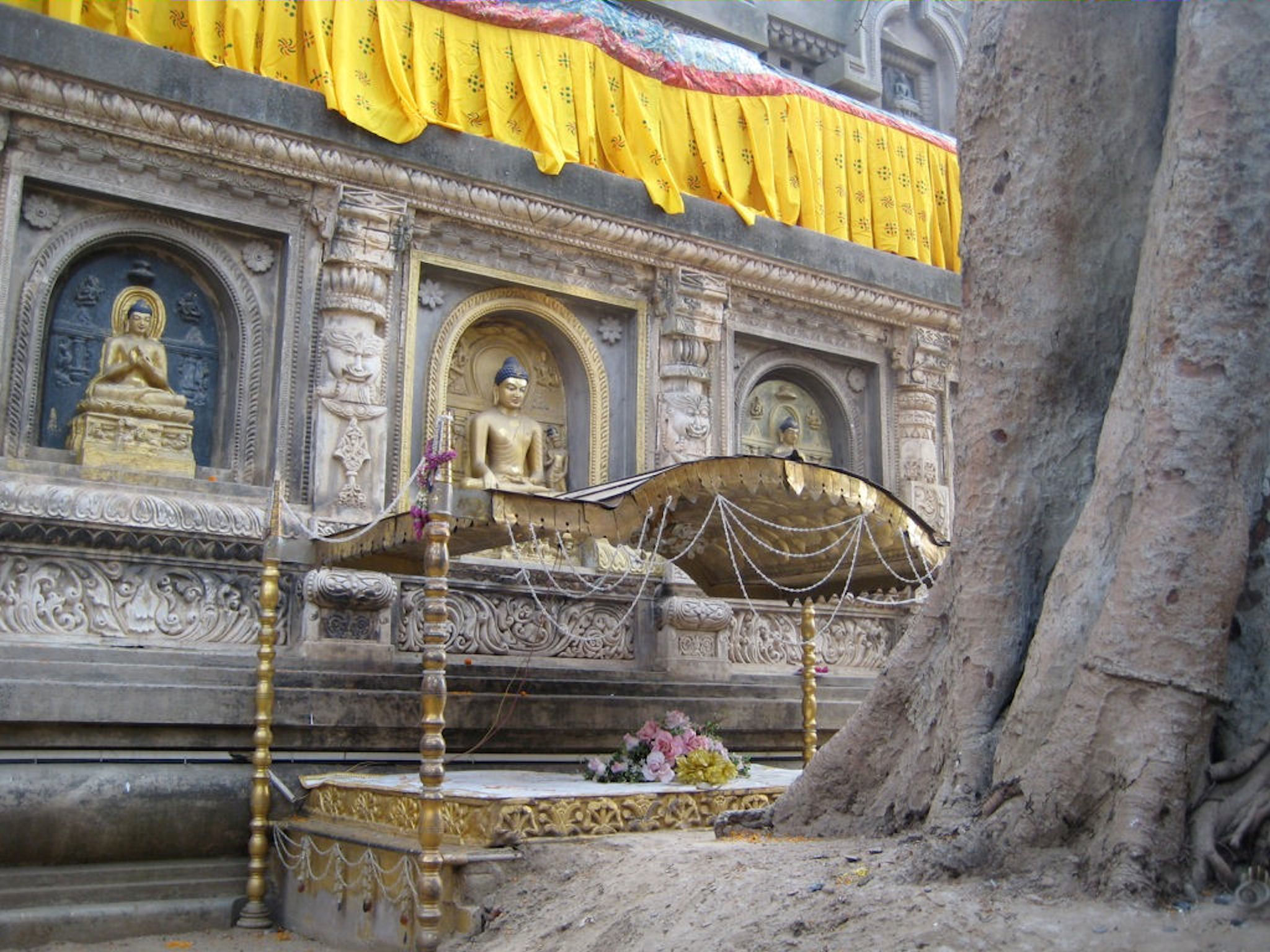
Le Trône de diamant à Bodhgaya.

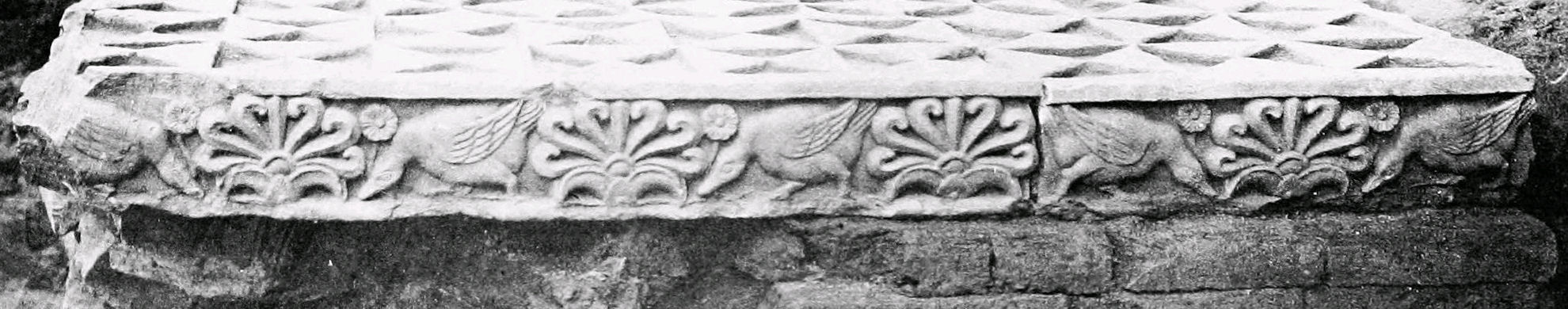
Frise sur le côté du Trône de diamant : des oies alternant avec des palmettes.

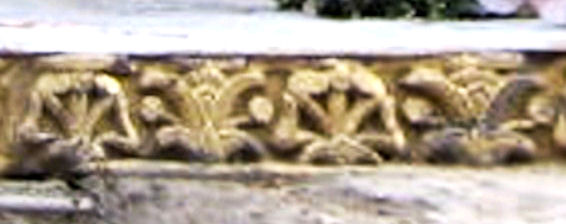
Frise sur l'avant : alternance de palmettes et de lotus.

Le trône de diamant, appelé Vajrasana, est un trône du temple de la Mahabodhi à Bodhgaya. Il se situe à l'endroit où le Bouddha a atteint l'illumination. Il a probablement été placé à cet endroit par l'empereur Ashoka entre 250 et 233 av. J.-C.,.

## Description
Le trône est une épaisse plaque de grès poli gris mesurant 2,39 m de long, 1,40 m de large et 1,83 m d'épaisseur. La surface supérieure est sculptée de motifs géométriques. Le côté est constitué d'une bande décorative sculptée d'oies et de palmettes. La frise à l'avant est différente : elle est constituée de lotus stylisés avec des calices et des palmettes à flammes.